# Symeon den nye teologen

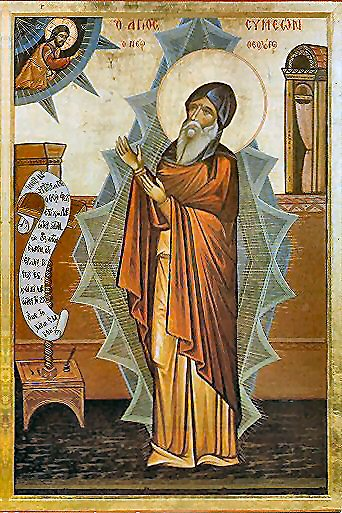
Symeon den nya teologen, ikon

Symeon den nye teologen, var en grekisk munk, teolog och kristen mystiker, som levde omkring 949 till 1022. Han var abbot vid St. Mamasklostret utanför Konstantinopel. Symeon var känd för sina 58 hymner och teologiska skrifter. Han hade en djup, personlig och originell tro. Han har i sin tur påverkat den medeltide läraren och mystikern Gregorios Palamas som betraktas allmänt som kyrkofader. Symeon var en kontroversiell person under sin livstid. Hans tolkning av det gudomliga ljuset och hans lära att uppmuntra folk att uppleva Gud i direktkontakt med Guds gudomliga väsen var omtvistad under hans tid. Kyrkans ledning tyckte inte om hans lära och han tvingades i exil.
Så här beskriver Symeon den nye teologen det gudomliga ljuset och den gudomliga närvaron:
| ”                                  | Den leder oss, håller oss i handen, stärker oss, lär oss, dyker upp och försvinner, när vi behöver den, men inte när vi önskar den. Detta är kännetecknen av det fulländade. Men när vi är i trångmål, eller totalt utmattade, den kommer till vår hjälp; den plötsligt uppenbarar sig från rymden, och jag känner den i mitt hjärta. Jag ropar, jag kvävs av lusten att nå den, men allt är mörkt, mina händer är tomma. Jag glömmer allt och gråter, desperat att jag återigen går miste om den. Men när jag har gråtit och gråtit och orkar inte längre gråta då kommer den tillbaka. | „ |
| – Hymn 18, Symeon den nye teologen | |   |

På svenska har 2006 utgivits Symeon den nye teologens skrift Livets källa. Trettio andliga hymner i översättning av Olof Andrén.